# (35337) 1997 FB3
1997 FB3 (asteroide 35337) é um asteroide da cintura principal. Possui uma excentricidade de 0.02139910 e uma inclinação de 10.56809º.
Este asteroide foi descoberto no dia 31 de março de 1997 por LINEAR em Socorro.